# Râul Potoci (Tarcău)
Râul Potoci sau Râul Turcu este un curs de apă, afluent al râului Bistrița în aval de lacului de acumulare Izvorul Muntelui. 
Există alt râu cu același nume Potoci, care se varsă în lacul Izvorul Muntelui.

## Hărți
- Harta Munții Tarcău  Arhivat în 22 februarie 2010, la Wayback Machine.